# Ludwig Samuel Stürler
Ludwig Samuel Stürler (* 17. September 1768 in Ammerswil; † 30. März 1840 in Jegenstorf; heimatberechtigt in Bern) war ein Schweizer Architekt.
Ludwig Samuel Stürler wurde als Sohn des Vikars Joseph Daniel Stürler (1734–1791) und der Catharina Stäbli aus Brugg in Ammerswil geboren. Er war ein Neffe des Architekten Albrecht Stürler. 1787 wirkte er in Neuenburg als Steinmetz beim Bau des dortigen Rathauses mit. Ab 1789 studierte er in Paris bei François Jacques Delannoy (1755–1835) an der École des Beaux-Arts. In den Jahren 1792 und 1793 hielt er sich zu Studienzwecken in Rom auf. 1794 wurde er in die Berner Gesellschaft zum Affen aufgenommen. Zwei Jahre später wurde er als Nachfolger von Niklaus Sprüngli zum bernischen Steinwerkmeister gewählt. Das Amt wurde später in Stadtwerkmeister umbenannt; er hielt dieses bis 1833 inne. 1804 vermählte er sich mit Luise Dittlinger (1786–1832). Nach dem Tod seiner Gattin zog er zu seinem Sohn auf Schloss Jegenstorf, welches dieser von seinem Paten Rudolf Gabriel von Stürler (de Serraux) kurz vorher geerbt hatte.
Sein Nachlass befindet sich in Familienbesitz.

## Werke
- Lyzeum, Fribourg (1827/38)